# 定の山古墳
定の山古墳（じょうのやまこふん）とは、大阪府堺市北区に所在する前方後円墳または帆立貝形古墳。1960年代の区画整理工事により墳丘が著しく変形したが、現在は城の山公園として保存されている。

## 概要
ニサンザイ古墳の北500メートルの城の山公園内にある小山が定の山古墳である。墳丘長69メートル、後円部径53メートル、高さ7メートル、前方部幅23.5メートルである。前方部を西に向けており、墳形は前方後円墳というより帆立貝形古墳という方が正しいようである。1950年代後半から1960年代前半までは周濠の痕跡が畦にくっきりと残っていた。1968年（昭和43年）に土地区画整理事業により、墳丘の一部が破壊され著しく変形されてしまったが、墳丘部分の発掘調査が行なわれ、その重要性から保存されることとなり、破壊、変形した部分は復元され現在は公園となっている。なお調査により埴輪列と葺石の存在が明らかとなっている。